# بکت (فیلم ۲۰۲۱)
بکت (به انگلیسی: Beckett) یک فیلم اکشن و دلهره‌آور آمریکایی محصول سال ۲۰۲۱ به کارگردانی فردیناندو سیتو فیلومارینو است.

## داستان
یک زن و شوهر جوان در تعطیلات خود در اپیروس، یونان در دام یک توطئه مرگبار قرار گرفتند.

## بازیگران
- جان دیوید واشنگتن در نقش بکت
- آلیسیا ویکاندر
- بوید هالبروک در نقش تینان
- ویکی کریپس در نقش لنا

## تولید
فیلمبرداری در آوریل ۲۰۱۹ در آتن آغاز شد.

## انتشار فیلم
در اکتبر سال ۲۰۲۰، نتفلیکس حق پخش این فیلم را با عنوان زاده‌شده برای قتل (Born to Be Murdered) به دست آورد و قرار است برای اکران سال ۲۰۲۱ پخش شود. در ژانویه ۲۰۲۱، اعلام شد که این فیلم به بکت بازخوانی شده‌است و قرار است در اواسط سال ۲۰۲۱ منتشر شود.